# Municipio de Maple (Nebraska)
El municipio de Maple (en inglés: Maple Township) es un municipio ubicado en el condado de Dodge en el estado estadounidense de Nebraska. En el año 2010 tenía una población de 322 habitantes y una densidad poblacional de 3,46 personas por km².

## Geografía
El municipio de Maple se encuentra ubicado en las coordenadas 41°31′15″N 96°37′34″O / 41.52083, -96.62611. Según la Oficina del Censo de los Estados Unidos, el municipio tiene una superficie total de 93.14 km², de la cual 92,64 km² corresponden a tierra firme y (0,53 %) 0,5 km² es agua.

## Demografía
Según el censo de 2010, había 322 personas residiendo en el municipio de Maple. La densidad de población era de 3,46 hab./km². De los 322 habitantes, el municipio de Maple estaba compuesto por el 99,38 % blancos y el 0,62 % eran de una mezcla de razas. Del total de la población el 0,31 % eran hispanos o latinos de cualquier raza.